# Ford EcoBoost

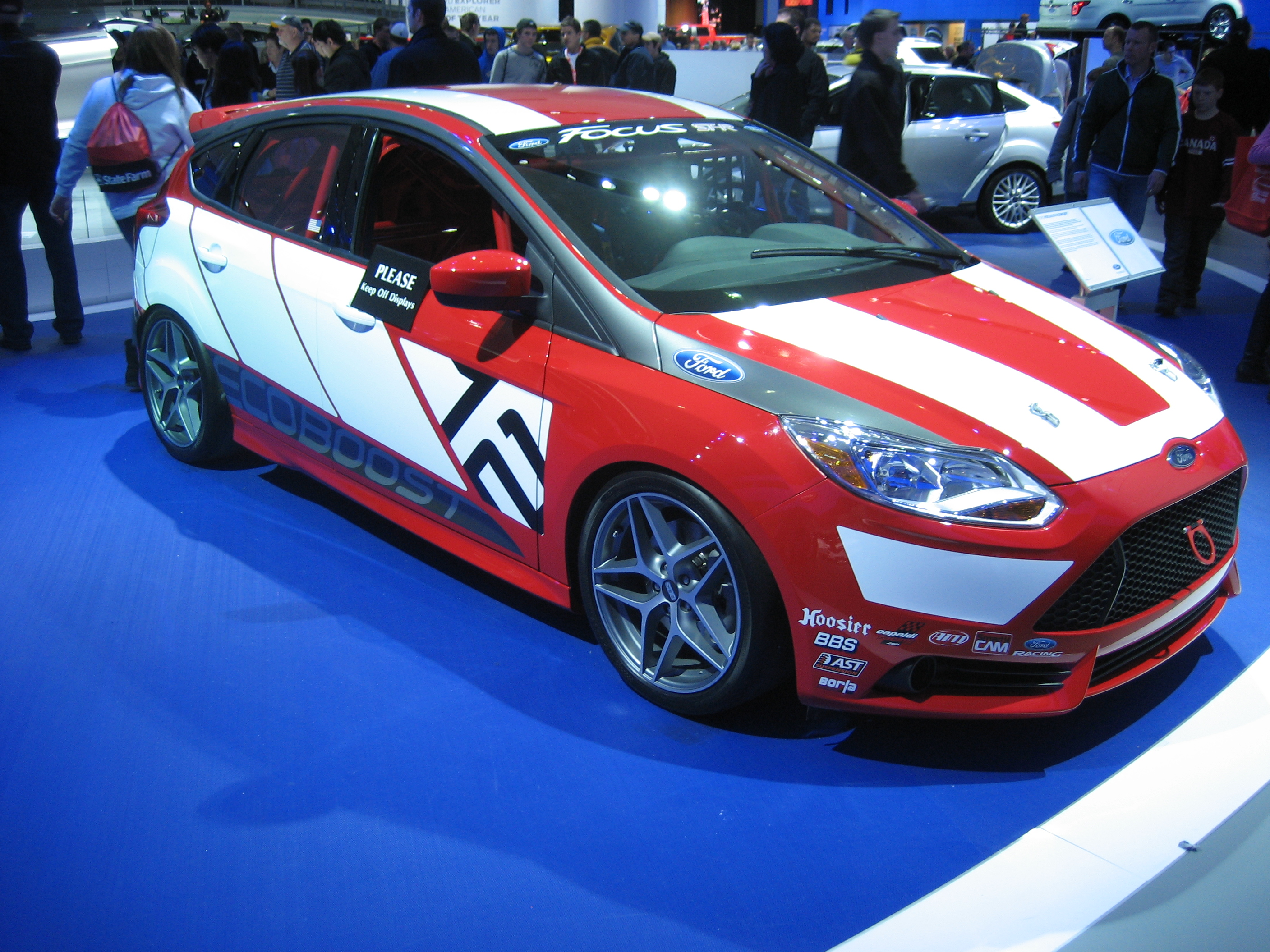
Ford Focus WRC с двигателем EcoBoost

Ford EcoBoost — бензиновый двигатель внутреннего сгорания, выпускаемый компанией Ford Motor Company с 2009 года.
Двигатели выпускаются в Брук-Парке, в Валенсии, в Великобритании, в Кёльне и в Крайове. К 2012 году в США продавалось 750000 единиц в год, а к 2013 году 90% автомобилей Ford стали оснащаться двигателями EcoBoost. До ноября 2012 года было выпущено 500000 двигателей.
До 2010 года индексом двигателя являлся PTDi (непосредственный впрыск бензина с турбонаддувом).

## Чрезвычайная ситуация
В 2015 году один из южноафриканцев погиб, застряв за рулём Ford Kuga. Причиной послужило то, что двигатель загорелся.

## Технические характеристики
| Название                 | Объём    | Годы производства      | Клапанный механизм и расположение цилиндров |
| ------------------------ | -------- | ---------------------- | ------------------------------------------- |
| EcoBoost 1.0             | 999 см3  | 2012 — настоящее время | DOHC I3                                     |
| Ti-VCT 1.1               | 1084 см3 | 2017 — настоящее время | DOHC I3                                     |
| EcoBoost 1.5             | 1497 см3 | 2018 — настоящее время | DOHC I3                                     |
| EcoBoost 1.5             | 1500 см3 | 2014 — настоящее время | DOHC I4                                     |
| EcoBoost 1.6             | 1596 см3 | 2010 — настоящее время | DOHC I4                                     |
| EcoBoost 2.0             | 1999 см3 | 2010—2014              | DOHC I4                                     |
| EcoBoost 2.0 twin scroll | 1999 см3 | 2015 — настоящее время | DOHC I4                                     |
| EcoBoost 2.3             | 2261 см3 | 2015 — настоящее время | DOHC I4                                     |
| EcoBoost 2.7             | 2694 см3 | 2015 — настоящее время | DOHC V6                                     |
| EcoBoost 3.0             | 2967 см3 | 2016 — настоящее время | DOHC V6                                     |
| EcoBoost 3.5             | 3496 см3 | 2010 — настоящее время | DOHC V6                                     |

## Продукция
- Ford Focus
- Ford C-Max
- Ford B-Max
- Ford Fiesta
- Ford Ecosport
- Ford Fiesta
- Ford Mondeo
- Ford Transit Courier
- Ford Puma (2019)
- Ford Bronco
- Volvo V40 (2012)
- Volvo S60
- Volvo V60
- Volvo V70
- Volvo XC60
- Ford Escape
- Ford Transit Connect
- Ford Falcon
- Ford Edge[8]
- Range Rover Evoque
- Ford S-MAX
- Land Rover Freelander
- Ford Taurus
- Lincoln MKZ
- Lincoln MKC
- Lincoln MKX
- Ford Everest
- Ford Fusion
- Ford Tourneo
- Ford Maverick (2021)
- Land Rover Discovery Sport
- Ford F-150